# アイス・ストーム (映画)
『アイス・ストーム』（The Ice Storm）は、1994年出版のリック・ムーディの小説。1997年にアン・リーによって映画化された。

## あらすじ
二つの家族があり、片方の家の夫ともう片方の妻は不倫関係にある。片方の家の娘は性的に早熟で隣家の少年を誘惑したりもする。片方の夫婦はある夜にパーティーに参加するが、それはなんとスワッピングパーティーだった。そんなとき、大学から帰ってきた彼らの息子が感電死する。父は泣く。

## 映画
カンヌ国際映画祭脚本賞受賞。全米では1997年9月27日に、日本では1998年9月26日に公開。
公開当時、日本のテレビドラマ『岸辺のアルバム』との類似性が指摘された。

### キャスト
※括弧内は日本語吹替

#### フッド家
- ベン・フッド - ケヴィン・クライン（古川登志夫）
- エレナ・フッド - ジョアン・アレン（野沢由香里）
- ウェンディ・フッド - クリスティーナ・リッチ（小島幸子）
- ポール・フッド - トビー・マグワイア（野島健児）

#### カーヴァー家
- ジェイニー・カーヴァー - シガニー・ウィーバー（一柳みる）
- ジミー・カーヴァー - ジェイミー・シェリダン（伊藤和晃）
- マイキー・カーヴァー - イライジャ・ウッド（石田彰）
- サンディ・カーヴァー - アダム・ハン＝バード（くまいもとこ）

#### その他
- リベッツ・ケイシー - ケイティ・ホームズ（幸田夏穂）
- ジョージ・クレア - ヘンリー・ツェニー（安井邦彦）
- ドット・ハルフォード - アリソン・ジャネイ（園田恵子）

### スタッフ
- 監督：アン・リー
- 製作：アン・リー、ジェームズ・シェイマス、テッド・ホープ
- 脚本：ジェームズ・シェイマス
- 撮影：フレデリック・エルムス
- 衣裳：キャロル・オーディッツ
- 編集：ティム・スクワイアズ
- 音楽：マイケル・ダナ
- プロダクションデザイナー：マーク・フリードバーグ